# 达维诺波利斯 (戈亚斯州)
达维诺波利斯是巴西戈亚斯州的一个市镇。总面积520.04平方公里，总人口2029人，人口密度3.9人/平方公里。